# Alliance populaire (Fidji)
Pour les articles homonymes, voir Alliance populaire.
L'Alliance populaire (en anglais : People's Alliance) est un parti politique aux Fidji.

## Historique
Il est fondé officiellement le 8 septembre 2021, par Sitiveni Rabuka, qui a quitté le parti Sodelpa après avoir été chef successivement de divers partis de droite nationaliste,. Il n'annonce pas initialement de programme politique, précisant qu'il ne le fera que tard dans la campagne des élections législatives de 2022,. En août 2022, l'une des candidates annoncées du parti écrit sur la page Facebook du parti un message qualifiant les Fidjiens d'ascendance indienne d'étrangers qui devraient quitter le pays.